# Philodendron fragrantissimum
Philodendron fragrantissimum es una especie de arbusto perenne del género Philodendron de la  familia de las aráceas.

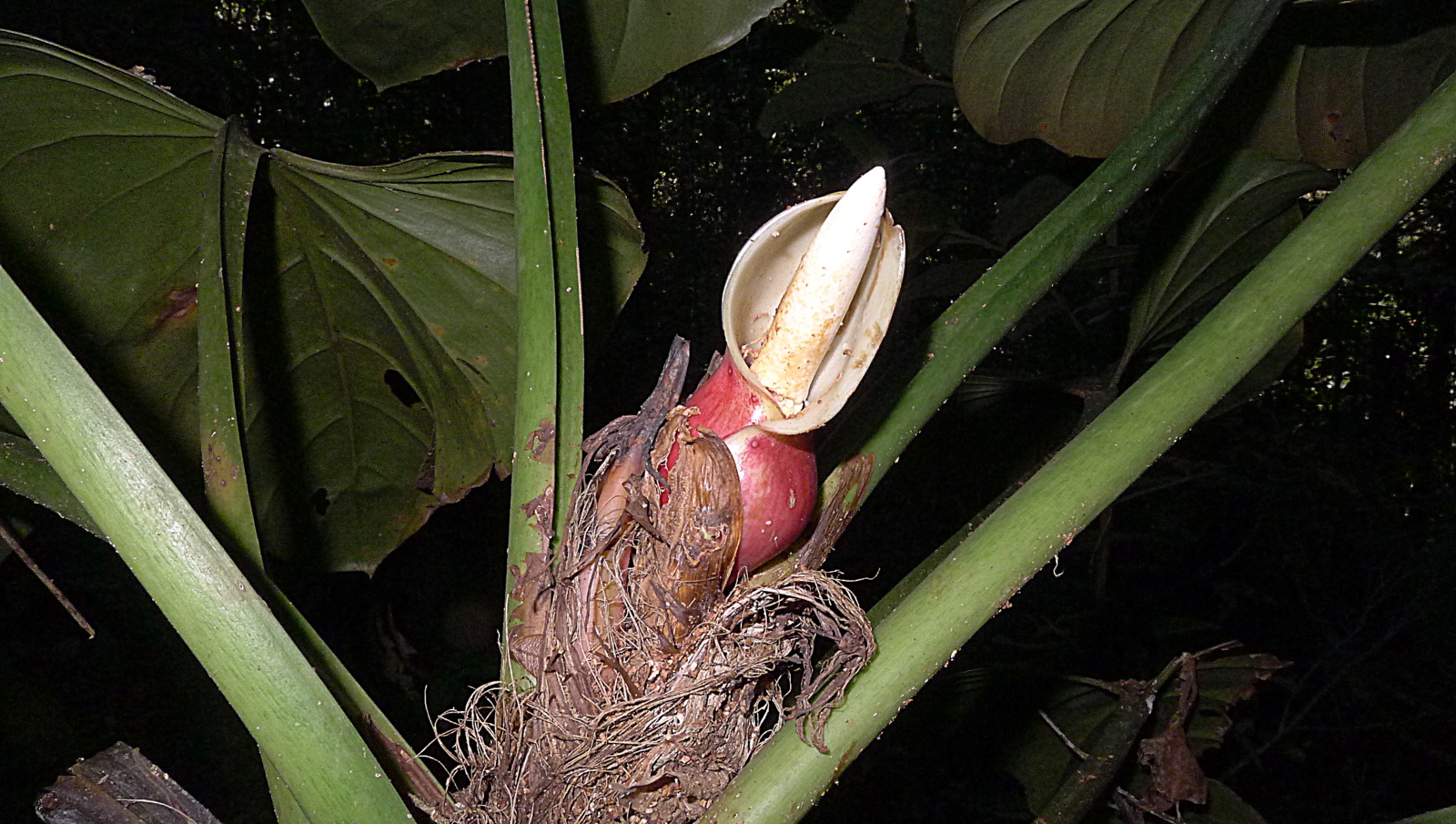
Detalle de la flor

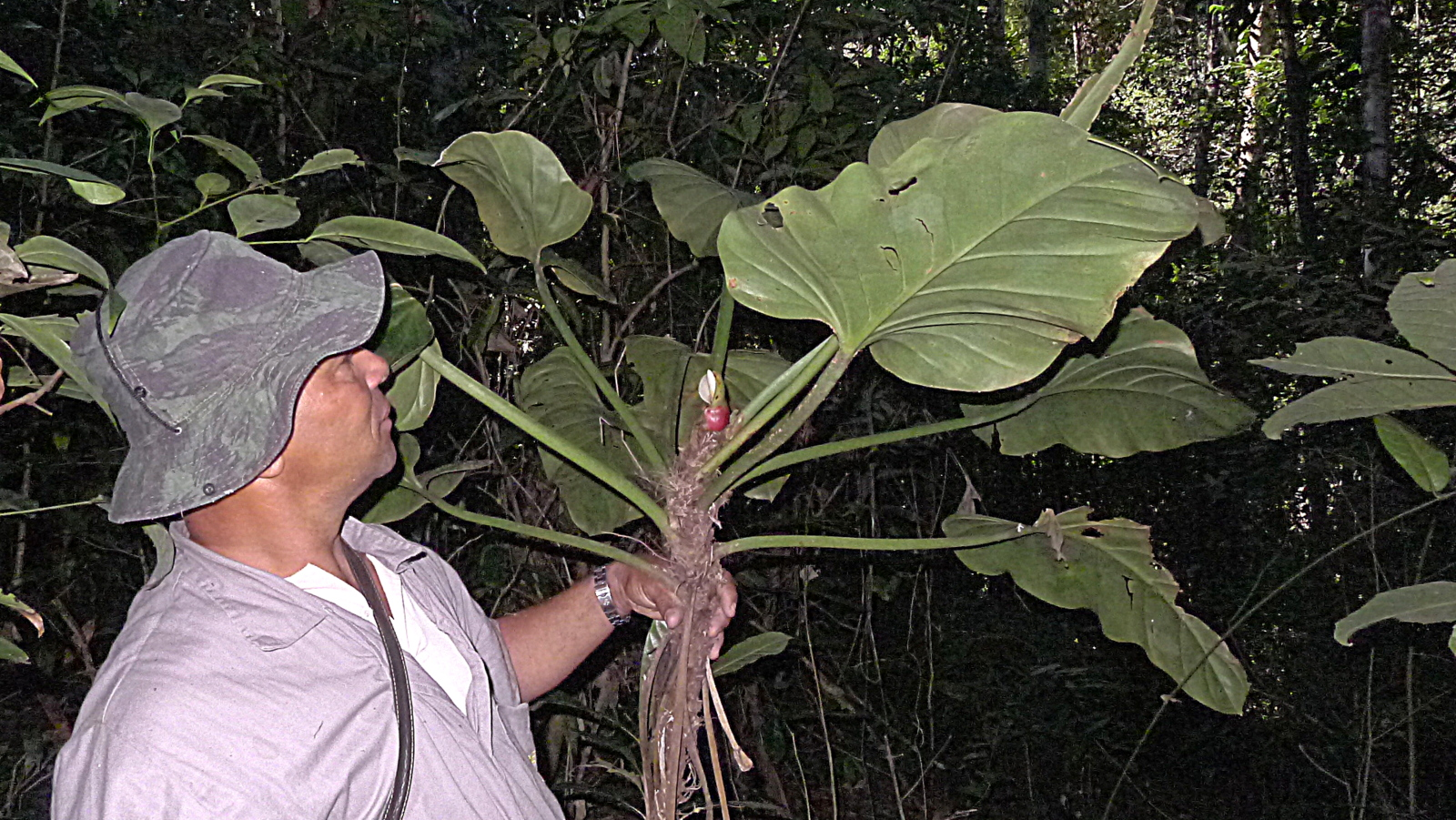
Detalle de la hoja

## Descripción
Son plantas trepadoras, hemiepífitas, escandentes o aplicadas, con entrenudos de 2–6 cm de largo y 0.1–0.5 cm de diámetro cerca del ápice; catáfilos 1–14 cm de largo, persistiendo como fibras café-rojizas. Hojas juveniles angostamente ovadas, agudas a redondeadas en la base, hojas adultas ampliamente ovadas, 35–65 cm de largo y 20–30 cm de ancho, cordadas en la base, con un seno ancho y parabólico, costilla posterior no desnuda; pecíolos en forma de D, 22–70 cm de largo, los márgenes laterales agudamente prominentes. Inflorescencias varias a numerosas, agrupadas entre las fibras, pedúnculo 4–9 cm de largo; espata de 12–13 cm de largo, muy contraída entre el tubo y la lámina, tubo 4–6 cm de largo y 2–3 cm de ancho, rojo, lámina blanca en la antesis; espádice 9–12 cm de largo, proyectado levemente hacia adelante en la antesis; porción pistilada 4–5 cm de largo y 10–14 mm de diámetro, blanco verdosa; porción estaminada más angosta que la pistilada, angostamente redondeada en el ápice. Frutos rojo brillantes.

## Distribución y hábitat
Común en bosques siempreverdes, en la zona atlántica; a una altitud de 0–175 metros; fl jun–ago, fr sep–feb; desde  Belice hasta las Guayanas, Perú y Amazonia brasileña. Esta especie se puede confundir fácilmente con Philodendron jodavisianum, la cual tiene pecíolos en forma de D, pero tiene restos de catáfilos de color café a café-amarillento, hojas angostamente ovadas y espata verde. También se puede confundir con Philodendron tenue, pero esa especie tiene los pecíolos teretes.

## Taxonomía
Philodendron fragrantissimum fue descrito por (Hook.) G.Don y publicado en Hortus Britannicus, ed. 3 632. 1839.
Etimología
Ver: Philodendron
fragrantissimum: epíteto latino que significa "con mucha fragancia".
Sinonimia
- Arosma obtusifolia Raf.
- Caladium fragrantissimum Hook.
- Philodendron accrescens Simmonds
- Philodendron brevilaminatum Schott
- Philodendron clementis Griseb.
- Philodendron demerarae Gleason
- Philodendron latipes K.Koch & Augustin
- Philodendron poeppigii Schott[4][5]